# تعويضات بصرية
التعويضات البصرية (الطرف الاصطناعي البصري)، غالبًا ما يشار إليها بالعين الآلية، هي عبارة عن جهاز بصري تجريبي يهدف إلى استعادة الرؤية الوظيفية لمن يعانون من العمى الجزئي أو الكلي. طورت العديد من الأجهزة، وعادةً ما تكون على غرار غرسة القوقعة الصناعية أو أجهزة الأذن الإلكترونية، وهي نوع من التعويضات الاصطناعية المستخدمة منذ منتصف الثمانينيات. تعود فكرة استخدام التيار الكهربائي (على سبيل المثال، التحفيز الكهربائي لشبكية العين أو القشرة البصرية) لتوفير البصر. بدأت في القرن الثامن عشر، والتي ناقشها بنجامين فرانكلين، وتيبيريوس كافالو، وتشارلز ليروي.

## الاعتبارات البيولوجية
تعتمد القدرة على إعطاء البصر للشخص الكفيف عن طريق العين الآلية على الظروف المحيطة بفقدان البصر. بالنسبة للتعويضات الشبكية، وهي أكثر التعويضات البصرية قيد التطوير شيوعًا (نظرًا لسهولة الوصول إلى الشبكية من بين اعتبارات أخرى)، فإن المرضى الذين يعانون من فقدان البصر بسبب تنكس المستقبلات الضوئية (التهاب الشبكية الصباغي، المشيمية، الضمور البقعي الجغرافي) هم أفضل مرشح للعلاج. يجد المرشحون لزراعة التعويضات البصرية الإجراء الأكثر نجاحًا إذا العصب البصري قد تطور قبل ظهور العمى. قد لا يمتلك الأشخاص المولودون بالعمى عصبًا بصريًا متطورًا تمامًا، والذي يتطور عادةً قبل الولادة، على الرغم من أن المرونة العصبية تجعل من الممكن للعصب والبصر أن يتطور بعد الانغراس.

## الاعتبارات التكنولوجية
تطور التعويضات البصرية كمساعدات ذات قيمة محتملة للأفراد الذين يعانون من التدهور البصري. حصلت ثلاثة أجهزة تعويضية بصرية فقط على موافقة التسويق في الاتحاد الأوروبي. كان أرجوس 2، الذي طور بشكل مشترك في معهد العيون بجامعة جنوب كاليفورنيا (USC) وصنع بواسطة شركة Second Sight Medical Products Inc، أول جهاز يحصل على الموافقة التسويقية (علامة CE في أوروبا في عام 2011). معظم الجهود الأخرى ما تزال تجريبية. حصل جهاز ألفا آي إم إس من Retina Implant AG على علامة CE في يوليو 2013 وقد أظهر تحسن كبير في الدقة. ومع ذلك، لم تتم الموافقة عليه من قبل هيئة الغذاء والدواء في الولايات المتحدة.

## مشاريع جارية

### جهاز أرجوس الشبكي
مارك همايون، الذي انضم إلى هيئة التدريس في كلية كيك للطب في جامعة جنوب كاليفورنيا في قسم طب العيون في عام 2001؛ يوجين ديجوان، الآن في جامعة كاليفورنيا سان فرانسيسكو؛ المهندس هوارد دي فيليبس؛ مهندس الإلكترونيات الحيوية وينتاي ليو يعمل الآن في جامعة كاليفورنيا لوس أنجلوس؛ وروبرت غرينبيرغ، يعمل الآن في موقع Second Sight، كانوا المخترعين الأصليين للطرف الاصطناعي لشبكية العين النشطة وأظهروا دليلًا على المبدأ في تحقيقات المرضى الحادة في جامعة جونز هوبكنز في أوائل التسعينيات. في أواخر التسعينيات من القرن الماضي، شكلت شركة Second Sight بواسطة غرينبيرغ  جنبًا إلى جنب مع رجل الأعمال في مجال الأجهزة الطبية، ألفريد إي مان، الجيل الأول من غرساتهم يحتوي على 16 قطبًا كهربائيًا وكان قد زرع في ستة مواضيع بواسطة همايون في جامعة جنوب كاليفورنيا بين عامي 2002 و2004. في عام 2007، بدأت الشركة تجربة الجيل الثاني من غرسة 60 قطبًا كهربيًا، والتي يطلق عليها أرجوس 2، في الولايات المتحدة وأوروبا. في المجموع، شارك 30 شخصًا في الدراسات التي شملت 10 مواقع في أربعة بلدان. في ربيع عام 2011، بناءً على نتائج الدراسة السريرية التي نُشرت في عام 2012، تمت الموافقة على أرجوس 2 للاستخدام التجاري في أوروبا، وأطلقت Second Sight المنتج في وقت لاحق من نفس العام. تمت الموافقة على أرجوس 2 من قبل إدارة الغذاء والدواء الأمريكية في 14 فبراير 2013. وقد دعمت ثلاث وكالات تمويل حكومية أمريكية (المعهد الوطني للعيون، وزارة الطاقة، والمؤسسة الوطنية للعلوم) العمل في Second Sight وUSC وUCSC وCaltech وغيرها مختبرات البحث.

### التعويض البصري القائم على النظم الدقيقة (MIVP)
صممه كلود فيارارت في جامعة لوفان في عام 2002، وهو عبارة عن قطب كفة حلزونية حول العصب البصري في مؤخرة العين. وهو متصل بمنبه مزروع في اكتئاب صغير في الجمجمة. يستقبل المحفز إشارات من كاميرا يتم ارتداؤها خارجيًا، والتي تُترجم إلى إشارات كهربائية تحفز العصب البصري مباشرةً.

### تلسكوب مصغر قابل للزرع
على الرغم من أن التلسكوب المصغر القابل للزرع ليس طرفًا صناعيًا نشطًا حقًا، فهو أحد أنواع الغرسات البصرية التي حققت بعض النجاح في علاج التنكس البقعي المرتبط بالعمر في نهاية المرحلة. يزرع هذا النوع من الأجهزة في الحجرة الخلفية للعين ويعمل عن طريق زيادة حجم الصورة المعروضة على شبكية العين (بحوالي ثلاثة أضعاف) للتغلب على الورم العتامي أو البقعة العمياء.
أنشئ التلسكوب بواسطة VisionCare Ophthalmic Technologies بالاشتراك مع برنامج العلاج CentraSight في عام 2011، وهو بحجم حبة البازلاء تقريبًا ويزرع خلف قزحية عين واحدة. تعرض الصور على مناطق صحية من الشبكية المركزية، خارج البقعة المتدهورة، ثم تكبر لتقليل تأثير النقطة العمياء على الرؤية المركزية. تجعل قوة التكبير 2.2x أو 2.7x من الممكن رؤية أو تمييز كائن الرؤية المركزية محل الاهتمام بينما تستخدم العين الأخرى للرؤية المحيطية لأن العين التي تحتوي على الغرسة سيكون لها رؤية محيطية محدودة كأثر جانبي. على عكس التلسكوب الذي يمكن حمله باليد، تتحرك الغرسة بالعين وهي الميزة الرئيسية. ومع ذلك، قد يحتاج المرضى الذين يستخدمون الجهاز إلى نظارات للرؤية المثلى وللعمل عن قرب. قبل الجراحة، يجب على المرضى تجربة التلسكوب المحمول باليد أولًا من أجل معرفة ما إذا كانوا سيستفيدون من تكبير الصورة. أحد العوائق الرئيسية هو أنه لا يمكن استخدامه للمرضى الذين خضعوا لجراحة إعتام عدسة العين لأن العدسة داخل العين ستعيق إدخال التلسكوب. كما يتطلب شقًا كبيرًا في القرنية لإدخاله.
وجدت مراجعة منهجية لـ Cochrane تسعى إلى تقييم فعالية وسلامة التلسكوب المصغر القابل للزرع للمرضى الذين يعانون من التنكس البقعي المتأخر أو المتقدم المرتبط بالعمر، دراسة واحدة جارية فقط لتقييم تلسكوب OriLens داخل العين، مع توقع النتائج في عام 2020.